# 阿勒特機場
阿勒特機場（英語：Alert Airport）位於加拿大努納武特阿勒特，約於北極點以南約830公里（520海里），目前由加拿大國防部管理。
1950年，位於該處的氣象站啟用。1957年起建造的軍事設施，目前仍使用中。它被認為是世界上最北面的機場。

## 設施
機場內的雷達導航設施都裝置在拖車上，並可在機場內隨意移動。
機場的滅火及救援工作由一輛2012 KME/Fort Garry 機場救援車負責。 兩台推土機可於有需要時壓平跑道。

## 資料來源
1. ↑  Canada Flight Supplement. Effective 0901Z 8 November 2018 to 0901Z 3 January 2019.
2. ↑  Synoptic/Metstat Station Information 的存檔，存档日期2013-06-28.
3. ↑  .   [2016-01-25]. （原始内容存档于2016-03-03）.
4. ↑  .   [2016-01-25]. （原始内容存档于2009-01-23）.